# 10 mm Auto
La 10 mm Auto è una cartuccia 10x25 elaborata dal colonnello Jeff Cooper introdotta per la pistola Bren Ten 
nel 1983 dal fabbricante di munizioni Norma. Il progetto è sviluppato sia per scopi operativi sia per scopi sportivi.
L'intento è offrire ai tiratori una cartuccia per pistola semi-automatica che rappresentasse una valida alternativa alle consolidate 9 mm, .45 Auto e .38 Super Auto, con un proiettile da 10 mm di diametro, 180 grani di peso, 380 m/s. di velocità iniziale ed 85 kgm alla bocca.
Utile sia contro bersagli animati, sia contro bersagli duri, infatti la cartuccia viene ideata per ricoprire il "ruolo globale" della .357 Magnum in caricamento full load.
La sua potenza costringe a rallentare la cadenza di tiro non consentendo un rapido ingaggio di bersagli multipli.
Per questi difetti la F.B.I l'ha scartata scegliendo la .40 S&W.
La diffusione attuale del calibro è modesta, ma resta ancora una minima scelta sia di armi nuove sia di munizioni assemblate acquistabili; nessun problema per i ricaricatori che allestiscono sull'eccellente impianto di cartuccia sia dolci ricariche da tiro informale quanto poderose cartucce a palla blindata replicanti le prestazioni degli originali caricamenti commerciali.